# 梭赤梢魚
梭赤梢魚（学名：Aspiolucius esocinus）为輻鰭魚綱鯉形目雅羅魚科的其中一種，被IUCN列為瀕危保育類動物，分布於亞洲塔吉克斯坦、烏茲別克斯坦、土庫曼斯坦、吉爾吉斯斯坦的阿姆河和錫爾河流域，體狹長，吻尖，體色銀白色，背部顏色較深，鱗片易脫落，各鰭淡紅色，尾鰭凹入，體長可達50公分，棲息在底中層水域，屬肉食性，生活習性不明。